# Sertãozinho (Itapema)
Sertão do Trombudo é um bairro do município de Itapema, no estado de Santa Catarina, com trilhas ecológicas, belíssimas cachoeiras, pistas de pouso para ultraleves e um roteiro de turismo rural, com comida caseira e pesca esportiva.
No bairro, a cerca de oito quilômetros do centro de Itapema, localiza-se a Cachoeira do Sertão, onde o acesso é permitido somente para pedestres, através de um portão de madeira que permite a entrada de carro somente para os moradores do local. Possui um riacho com pedras, sem muita profundidade e é cercado de árvores exóticas e Mata Atlântica. A cachoeira conta com quedas d'água e pequenas piscinas naturais ideais para o banho, inclusive de crianças. Durante a temporada, nos fins de semana, a cachoeira recebe um bom número de visitantes.